# راف
الجبل راف ، العلامة المميزة لمنطقة الجوف، يقع جنوب البوليات في النفود في الجنوب الغربي من منهل المروت وهي إحدى ديار الفليحان من قبيلة الشرارات بنو كلب- جمع مرت وبعضهم يسميه (طويل الجوف). وراف هو إحدى معالم ديار الشرارات بنو كلب قديماً وحديثاً

## سبب التسمية
يعود سبب تسميته بهذا الاسم في معجم البلدان لياقوت الحموي: راف: بعد الألف فاء اسم رملة
```
وهو ماورد في البيت القائل:
```

## جبل راف
يعتبر راف امتداداً لسلسلة جبال الطوال، الواقعة غرب دومة الجندل، أحاطت به الرمال فأصبح بارزاً بينها، مرتفعاً يبلغ ارتفاعه عن سطح البحر 979، يقع جنوب البوليات في النفود في الجنوب الغربي من منهل المروت - جمع مرت وبعضهم يسميه (طويل الجوف).
أما الرحالة الألماني يوليوس أويتنج فقد قال في رحلته عام 1883م:
وفي اليوم الثالث شاهدنا على الجانب الأيسر سلسلة جبال مسما، وأمامها جبل صغير قاتم اللون، وفي اليوم الثامن شاهدنا إلى اليمين جبلي جريميس والأضارع، إلى اليمين على مسيرة يوم كامل يرتفع شامخاً في وسط النفود جبل الطويل.
راف جبل عالي ذو قمم أربع أو خمس يقال لها (شخانيب راف). وراف هو الجبل الواقع جنوب قرية المروت وهو نهاية سلسلة جبال الطويل من الناحية الشرقية، وتحيط به رمال النفود من جهة الغرب والجنوب والشرق. وراف هو أشهر من نار على علم بالنسبة لأهل الشمال وخاصة لدى قبيلة الشرارات لانه أحد معالم ديارهم قديماً وحديثاً ولذلك نجد ان أبناء الشرارات يحافظون عليه ودائما ماتكن اعينهم عليه.
وقد تناول الشعراء راف وقالوا فيه أشعارًا كثيرة منها:
الشاعر فاعوس بن زايد الرجوع الشراري رحمه الله وسامحه
من الشعراء الذين تشعر بكلماتهم وتحس بها لأنها تلامس الأفئدة وتحرك المشاعر
إليكم هذه القصيدة:
وقال عايد بِشَيِّش الجنوب الشراري رحمه الله:
ومما قيل في هذا الجبل قول الشاعر ابن بريك البركان الشراري:
وقال الشاعر ضيف الله مفرح السمران الشراري:

## النباتات والأعشاب
من الاعشاب والنباتات التي يتزين بها راف:
من أشهر نبتات النفود الغضى وكان للعرب عشق خاص لشجرة الغضى قال مالك بن الريب:
والغضى من شهر اخشاب الوقود في الجزيرة العربية فسعره مرتفع ولعل صعوبة الوصول اليه
هو سر هذا التعالي في السعر لنوع وقوده وفعاليته فيا لتدفئة
```
قال الشاعر عقلا المداهين الشراري:
```

ومن النباتات والاعشاب الموجوده:
(الشقارا والحلاوي والدهماء والقريطه الفطعاء الخمخم التربة ـ السليح ـ الجثياث ـ الشريشر ـ الربلة)
والسعدان وهو من أفضل مراعي الإبل التي تاكل السعدان هي اطيبها البانا
فذكر بالمنل العربي القديم (مرعى ولاكالسعدان)
قال النابغة:

## الطبيعة
يتكون جبل راف من الصخور النارية القاسية وتكتسي غالبها باللون البني الارجواني من مادة الجرانيت.